# 鴨神社 (坂出市)
鴨神社（かもじんじゃ）は、『延喜式』神名帳において讃岐国阿野郡に「鴨神社」と記載される神社。香川県坂出市内に以下の論社二社がある。
1. 東鴨神社 （香川県坂出市加茂町992） - 旧村社。
2. 西鴨神社 （香川県坂出市加茂町540） - 旧村社。

## 概要
式内社としての鴨神社は、『延喜式』神名帳に記載されているほか、『日本三代実録』にも神階の授与が記載されている。一帯は古代における阿野郡鴨部郷の遺称地である。現在は東西2社があるが、いずれを比定するかには定説はない。

### 神階
- 貞観7年（865年）10月9日、従五位下から従五位上 （『日本三代実録』） - 表記は「賀茂神」
- 貞観17年（875年）5月27日、正五位下 （『日本三代実録』） - 表記は「賀茂天神」

## 東鴨神社
東鴨神社（ひがしかもじんじゃ）は、香川県坂出市にある神社。式内社論社で、旧社格は村社。

### 祭神
- 一言主命 （ひとことぬしのみこと）
- 玉依姫命 （たまよりびめのみこと）

### 歴史
鴨庄地域の東に立つ山の裾に鎮座する。江戸時代には「葛城大明神」「葛城の社」「鴨庄大明神」などと呼ばれた。
社蔵の『葛城大明神記』によれば、阿刀大足が弘仁年間（810年-824年）に京都賀茂社の神官国久に請い、大和葛城の高鴨神を勧請し鴨庄の氏神としたという。

### 境内

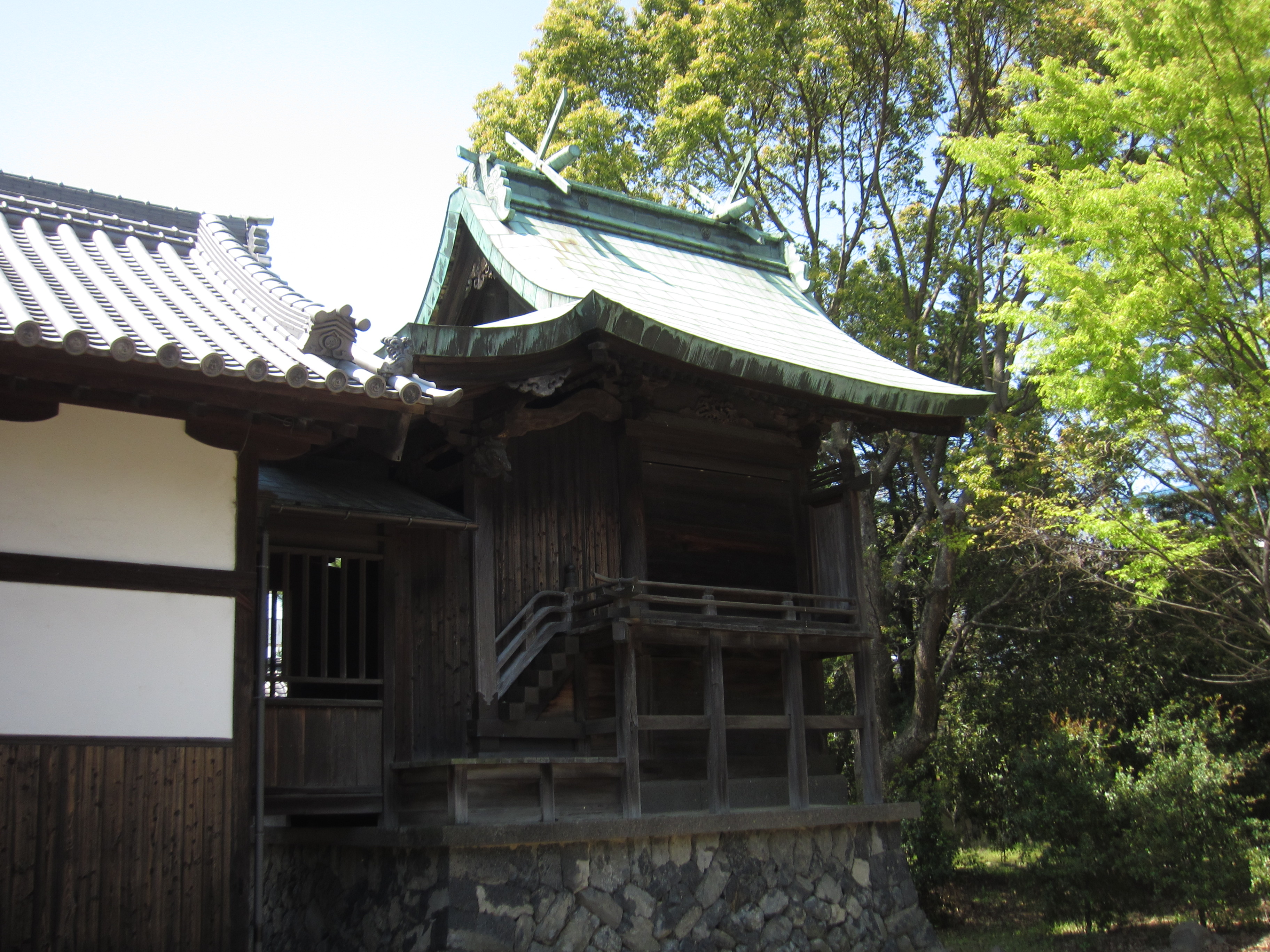
本殿
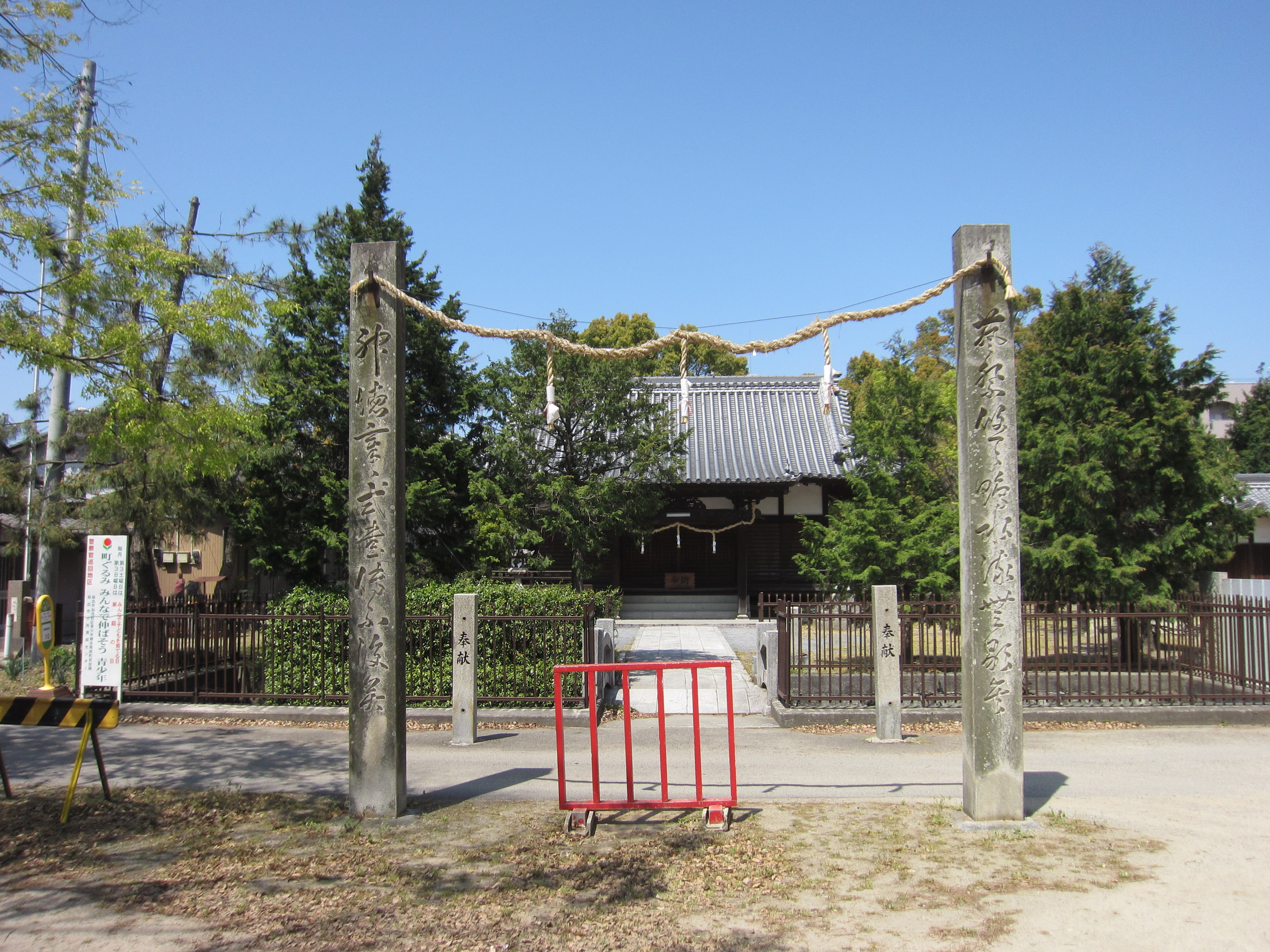
正面
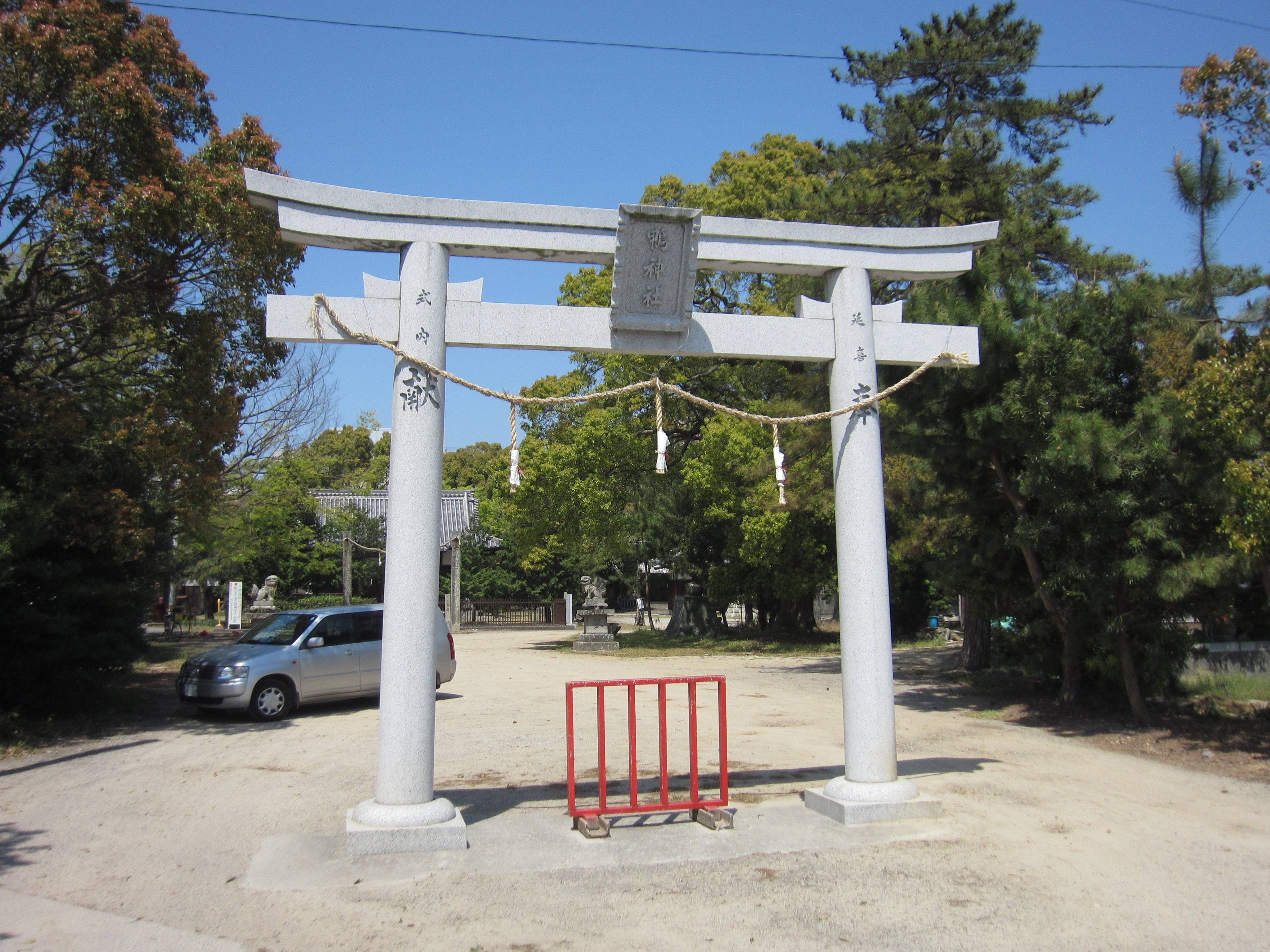
鳥居

本殿
正面
鳥居

### 現地情報
所在地
- 香川県坂出市加茂町992

交通アクセス
- 最寄駅：四国旅客鉄道（JR四国）予讃線 鴨川駅 （徒歩約16分）

## 西鴨神社
西鴨神社（にしかもじんじゃ）は、香川県坂出市にある神社。式内社論社で、旧社格は村社。

### 祭神
- 別雷命 （わけいかづちのみこと）

### 歴史
鴨庄地域からは南西の外れた地に鎮座する。創祀以来鴨・氏部2郷の総鎮守であったと伝え、「鴨の大守」と俗称された。
阿刀大足が弘仁4年（813年）に大和国から勧請したのが創建と伝える。のち社殿が荒廃していたが、長暦年間（1037年-1040年）に社家の入江民部景輝が京都に奏し再興したという。当社には実際に長暦の文字と景輝の字が確認できる棟札が残っている。
その後の推移は不明で、戦国期には戦火で焼失したと伝えられ、天正12年（1584年）に仮殿一社が再興された。この棟札には「加茂三所大明神」とあり「往古者三社各別有之所」と記されている。その後、江戸時代に社殿の造営と修築が行われた。

### 境内
- 本殿
- 正面
- 鳥居

### 現地情報
所在地
- 香川県坂出市加茂町540

交通アクセス
- 最寄駅：四国旅客鉄道（JR四国）予讃線 鴨川駅 （徒歩約8分）